# Мантсебо Амелия Матсаба
Мантсебо Амелия Матсаба (сесото Letsie) (1902–1964) — первая из трех жен верховного вождя Басутоленда Саймона Сиисо, была регентом при малолетнем будущем короле Лесото Мошвешве II. Единственная женщина-правитель Лесото.

## Биография
Урожденная Мойпоне Нкоэбе,  была дочерью Семпе Нкоэбе, вождя региона Цютинг.
После завершения начального образования она вышла замуж за Сисо Гриффита, сына Гриффита Леротоли. В браке родилась дочь Нчебо, которая не имела права занимать трон. Сисо хоть и был провозглашен верховным вождем, но вскоре умер при невыясненных обстоятельствах. После его смерти регентом стал генерала Габасан Масофа. Который тоже скончался вскоре после этого в январе 1941 года.  Новым регентшей стала Мантсебо. Вскоре ее полномочия подтвердили британский комиссар Эдмунд Ричардс и государственный секретарь колоний Уолтер Гиннесс.
Несмотря на желание матери Мошвешве, чтобы ее сын воспитывался в англиканской школе, регентша настаивала, чтобы будущий монарх привыкал к католическим традициям. Такие противоречия между двумя женщинами вылились в так называемую войну между королевскими вдовами. Конфликт удалось уладить только после того, как будущий король выехал на учебу в Англию.
Собственно, как правительница Мантсебо характеризовалась сообразительным и упорным лидером. Она имела хорошие отношения с британской администрацией, но не имела собственного альтернативного национального видения. В то же время при ее правлении были заложены основы современной конституционной монархии в Лесото. Кроме того, в 1950-х годах в Басутоленде сформировались первые политические партии.
В конце 1950-х годов Мошвешве потребовал, чтобы Мантсебо передала ему всю власть, хотя она имела в планах сделать это только после того, как он завершит образование и женится. Наконец, в марте 1960 года Мошвешве II стал полноправным верховным вождем Басутоленда, а через пять лет — первым королем Лесото.
Мантсебо умерла через четыре года после ухода от власти, находясь в одиночестве и тяжелой депрессии.   